# Richard Alpert (personaggio)
Richard Alpert, originariamente Ricardo, è un personaggio della serie televisiva Lost, interpretato da Nestor Carbonell. È un membro degli Altri. Sembra non invecchiare mai. Fa la sua prima apparizione nel settimo episodio della terza stagione della serie, Non a Portland, acquisendo man mano un ruolo sempre più importante all'interno della trama.
Il nome è un omaggio allo psicologo statunitense Richard Alpert.

## Biografia

### 1867
Nell'episodio Ab aeterno, ambientato nel 1867, Richard, il cui vero nome è Ricardo, abita a Tenerife, nelle isole Canarie, ed è sposato con Isabella, gravemente malata. Un lungo viaggio per chiamare un medico è inutile, poiché Richard viene respinto da questi, che vuole essere pagato molto di più di quanto offertogli. Disperato, in uno scatto d'ira, egli uccide accidentalmente il medico e scappa con una medicina, ma quando torna a casa Isabella è già morta.
Ricardo viene arrestato. In carcere, spiega a un frate il progetto, ormai sfumato, di partire per le Americhe con Isabella. Il giorno dopo, il frate lo conduce da un uomo di nome Whitfield che, saputo che Ricardo parla inglese, lo compra per conto di Magnus Hanso come schiavo per la Roccia Nera, in partenza per il Nuovo Mondo. Durante il viaggio la nave si imbatte in una bufera, forte al punto da scagliare la nave sull'isola, dopo aver impattato contro la statua e finendo nella giungla.
Ricardo si sveglia, chiedendo aiuto. L'uomo che lo aveva comprato comincia a uccidere i sopravvissuti legati nella stiva dicendo che se li avesse liberati avrebbe corso il rischio di essere ucciso. In quel momento arriva il mostro di fumo, che incomincia a uccidere tutti risparmiando Ricardo che ora si trova legato nella stiva senza acqua né cibo. Giorni dopo, ha una visione della moglie. Lui la fa scappare quando sente avvicinarsi il fumo ma la donna viene presa tra grida e urla. In seguito arriva un uomo in nero, che propone a Ricardo di liberarlo dalle catene di cui è prigioniero se gli avesse obbedito. Ricardo acconsente e l'uomo gli chiede di uccidere "il Diavolo", che avrebbe preso sua moglie.
Ricardo si dirige alla statua ormai in pezzi ma viene assalito da quello che pensa essere il Diavolo, in realtà Jacob. La colluttazione finisce con Ricardo che chiede dove sia sua moglie, ma Jacob afferma di non conoscerla. Per convincere Ricardo di non essere all'inferno, gli infila la testa sott'acqua finché questo non dice di voler vivere. Prende poi il tappo di una bottiglia di vino e gli dice di immaginarla come l'isola su cui si trova: come il tappo trattiene il vino nella bottiglia, l'isola trattiene il male dal diffondersi nel mondo. A quanto dice Jacob, è stato lui stesso ad attirare la nave sull'isola, per dimostrare al suo rivale che si sbaglia sul fatto che gli uomini siano tutti corruttibili. Propone poi a Ricardo di diventare il suo portavoce, non volendo lui influire sulla vita delle persone che arrivano sull'isola. In cambio, su richiesta di Ricardo, gli darà la vita eterna. Ricardo ritorna quindi dall'uomo in nero dicendogli che ora lavora per Jacob. L'uomo gli dice che la sua offerta è sempre valida se un giorno cambierà idea e gli ridà il crocefisso che aveva perso sulla nave, prima di scomparire. Ricardo seppellisce il crocifisso.

### 1954
Richard fa la sua seconda apparizione a livello cronologico nel 1954 come capo degli Altri (nell'episodio La bomba), quando un drappello di diciotto soldati americani atterra sull'isola per piazzare una bomba a idrogeno chiamata Jughead. Dopo aver chiesto loro di lasciare la zona insieme all'ordigno, Richard fu costretto a ucciderli tutti perché non riuscissero nel loro intento di testarla, così come ordinato da "un suo superiore".
Qualche tempo dopo gli Altri catturano Daniel, Charlotte e Miles durante uno dei loro salti nel tempo dovuti allo spostamento della ruota al di fuori del suo asse causato da Ben al termine di Casa dolce casa, seconda e terza parte. Locke giunge al campo degli Altri e convince Richard a parlargli, pur contro la volontà di un Charles Widmore diciassettenne (Tom Connolly). Alpert dapprima non gli crede ed è convinto che sia una qualche spia americana, ma la menzione di Jacob e la vista della bussola che Alpert gli aveva donato prima dell'ultimo salto nel tempo, circa cinquant'anni dopo, lo convincono a dare quantomeno ascolto a John, che come prova gli chiede di andare, tra circa due anni a visitarlo neonato in un ospedale statunitense. Prima che però gli possa chiedere come devono fare per lasciare l'Isola, John, Daniel, Miles, Juliet, Sawyer e Charlotte sono trasportati in un'altra epoca e scompaiono.

### 1956
Come visto nei flashback dell'episodio Ricerca febbrile, il 30 maggio di due anni dopo Richard fa come Locke gli chiede e lo va a trovare ancora neonato nel suo ospedale. Passati altri cinque anni lo cerca a casa sua e lo sottopone ad un test con la scusa di essere il direttore di una scuola per bambini dotati di particolari abilità. Esso consiste nel scegliere l'oggetto che più gli appartiene, tra i quali vi è anche la bussola. Locke però, prende un coltello e Richard, arrabbiato, si allontana dicendo a sua madre che il bambino non è ancora pronto. Alpert cercherà di avvicinarlo nuovamente a lui negli anni settanta proponendogli uno stage presso i Mittelos Laboratories con sede apparentemente a Portland, Oregon, senza successo.

### 1973
In L'uomo dietro le quinte, Alpert avvicina a sé un giovane Benjamin Linus, che vorrebbe unirsi agli Altri stanco del modo con cui viene trattato dal padre. Alpert si interessa a lui quando il ragazzo gli racconta di aver visto sua madre, morta da tempo, nella giungla e gli dice che potrà farlo, ma che occorrerà molto tempo per questo e che dovrà saper aspettare.

### 1974
Quando Locke riesce a rimettere a posto la ruota e a bloccare i salti nel tempo dell'isola in Questo posto è la morte, Sawyer, Juliet, Miles, Daniel e Jin vengono trasportati nel 1974, dove resteranno definitivamente e dove sentono le grida di una donna, Amy, membro del Progetto DHARMA, catturata da due dei Nemici. Sawyer e Juliet li uccidono e Amy li porta alle baracche. Richard giunge al campo per chiedere spiegazioni sul perché sia stata violata la tregua imposta tra di loro. Sawyer chiede di parlare con lui e gli rivela che si sono già incontrati diversi anni prima, nel 1954, e per provarlo gli chiede se la bomba a idrogeno è stata seppellita come ordinato da Faraday. La situazione si risolve, almeno per il momento, e i sopravvissuti divengono membri della DHARMA.

### 1977
Nel 1977, in Quel che è stato è stato, Sawyer si ripresenta da Richard questa volta accompagnato da Kate e con in braccio il corpo di un morente Ben Linus, con una richiesta d'aiuto. Alpert accetta di prenderlo con sé, avvertendoli che però il giovane perderà del tutto la sua innocenza. Ben viene trasportato al Tempio. Per questa sua azione sarà criticato da un Charles Widmore ormai adulto.
Tempo dopo, Daniel Faraday si presenterà al suo accampamento minacciandolo con una pistola per poter vedere sua madre, Ellie, che colpisce il giovane con un colpo di fucile alle spalle, uccidendolo. Richard ed Eloise aiuteranno poi Jack e Sayid nel disarmo della bomba a idrogeno Jughead.

### 1988
Dopo l'arrivo sull'isola del gruppo di scienziati di Danielle Rousseau e la morte di tutti eccetto la donna, a Ben viene ordinato di ucciderla. L'uomo però si accorge che ella ha una bambina e decide quindi di risparmiarla, a condizione che non lo segua. Ben porta Alex dagli Altri. Charles è però arrabbiato che il giovane Ben non abbia ubbidito ai suoi ordini.

### 1992
Il 19 dicembre di quest'anno, Ben dà luogo insieme con Richard e agli Altri alla Purga, lo sterminio di tutti i membri del progetto DHARMA (L'uomo dietro le quinte). Poco tempo dopo Charles è esiliato dall'isola e Ben prende il suo posto come capo degli Altri. Richard incomincia a fargli da consigliere.

### Dal 2001 al 22 settembre 2004
Nel 2001, Richard "lavora" insieme a Ethan alla Mittelos Bioscience e porta Juliet sull'isola affinché scopra come mai le donne incinte muoiono entro il terzo mese di gravidanza. Juliet sarà però costretta da Ben a restare sull'isola per molto più tempo, almeno fino a quando non avrà portato a termine il suo incarico, ritenuto però impossibile dalla donna. Il 22 settembre 2004, Richard è a Miami e sta filmando la sorella di Juliet in compagnia della sua nipotina di due anni e mezzo in diretta alla stazione Fiamma, dove Mikhail mostra la scena a Juliet e a Ben. Nel pomeriggio, Desmond rientra al Cigno troppo tardi e la scarica elettromagnetica provoca la caduta del volo Oceanic Airlines 815 sull'isola (nel flashback dell'episodio Una di noi).

## Episodi dedicati a Richard
| Stagione | Titolo italiano | Titolo originale  | Tipo di flash |
| -------- | --------------- | ----------------- | ------------- |
| 5        | Il nuovo leader | Follow the Leader | flash-present |
| 6        | Ab aeterno      | Ab Aeterno        | flashback     |